# Principato di Castelbuono
Il Principato di Castelbuono fu uno stato feudale esistito in Sicilia tra la fine del XVI secolo e gli inizi del XIX secolo, che corrispondeva al territorio dell'odierno comune di Castelbuono, in provincia di Palermo.

## Storia
Castelbuono, città baronale con il mero e misto imperio del Val Demone, fu fondata nel 1317 da Francesco Ventimiglia, II conte di Geraci. I Ventimiglia, che dal 1436 avevano il titolo di marchesi di Geraci, ebbero il dominio feudale su questa terra fino agli inizi del XIX secolo, quando il feudalesimo venne abolito nel Regno di Sicilia, a seguito della promulgazione della costituzione del 1812 concessa dal re Ferdinando III di Borbone. 
Giovanni Ventimiglia, VIII marchese di Geraci (1559-1619), fu investito del titolo di I principe di Castelbuono per concessione fattagli il 3 febbraio 1595 dal re Filippo III di Spagna, esecutorato il 22 maggio dell'anno medesimo. Ultimo principe-feudatario fu Luigi Ruggero Ventimiglia Perpignano, XIV principe di Castelbuono (1757-1823), che fu parì del Regno di Sicilia nel 1812-16.
Il ramo dei Ventimiglia dei marchesi di Geraci, possessori del titolo di Principe di Castelbuono, si estinse in linea maschile con Giovanni Luigi Ventimiglia Camarrone, XVII principe di Castelbuono, morto nel 1860 senza discendenti, ed ultima persona a cui venne ufficialmente riconosciuto il titolo e gli altri ad esso collegati, risulta essere la sorella di questi, Corrada, che ottenne il riconoscimento con Decreto Regio del 23 ottobre 1862. Alla morte di quest'ultima senza eredi nel 1886, i titoli di Casa Ventimiglia passarono alla sorella minore Giovanna, morta nel 1905, anch'ella senza discendenti, e di conseguenza si estinsero.

## Cronotassi dei Principi di Castelbuono

### Epoca feudale
- Giovanni Ventimiglia Ventimiglia (1595-1619)
- Giuseppe Ventimiglia Ventimiglia Requesens (1619-1620)
- Francesco Ventimiglia d'Aragona (1620-1647)
- Giovanni Ventimiglia Spadafora (1648-1675)
- Francesco Rodrigo Ventimiglia Marchese (1675-1688)
- Felicia Ventimiglia Pignatelli (1688-1689)
- Blasco Ventimiglia Marchese (1689-1691)
- Ruggero Ventimiglia Marchese (1692-1698)
- Girolamo Ventimiglia Spadafora (1698-1706)
- Francesco Ventimiglia Corvino Sabia (1707-1711)
- Giovanni Ventimiglia Corvino Sabia (1712-1748)
- Luigi Ruggero Ventimiglia Corvino Sabia (1749-1771)
- Giovanni Luigi Ventimiglia Corvino Sabia (1772-1795)
- Luigi Ruggero Ventimiglia Corvino Sabia (1795-1812)

### Epoca post-feudale
- Luigi Ruggero Ventimiglia Corvino Sabia (1812-1823)
- Domenico Gaspare Ventimiglia Corvino Sabia (1823-1833)
- Francesco Luigi Ventimiglia Corvino Sabia (1833-?)
- Giovanni Luigi Ventimiglia Corvino Sabia (?-1860)
- Corrada Ventimiglia Corvino Sabia (1861-1886)
- Giovanna Ventimiglia Corvino Sabia (1887-1905)